# Билимбай

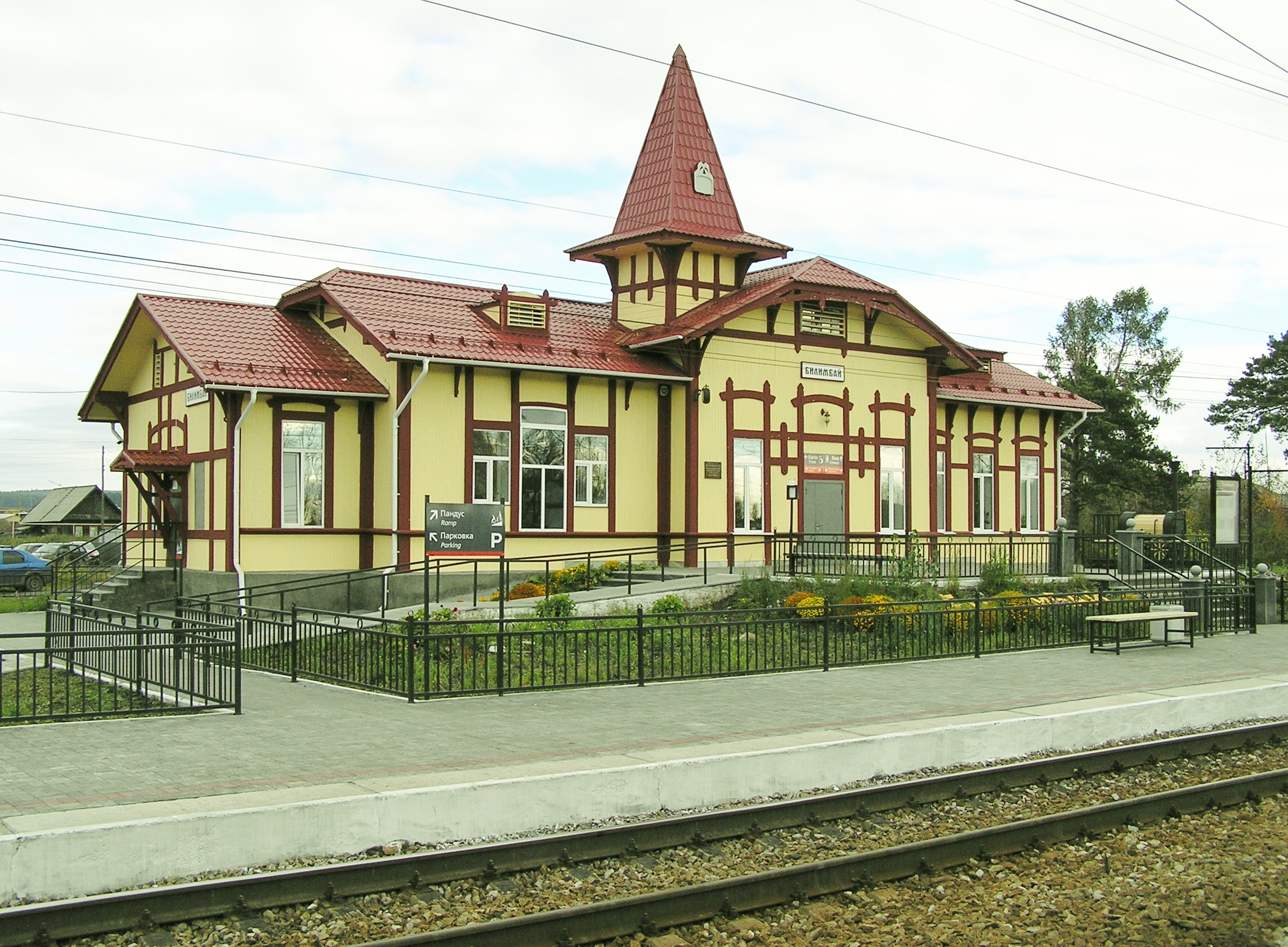
Вокзал станции Билимбай. Архитектор Ф. Е. Вольсов.

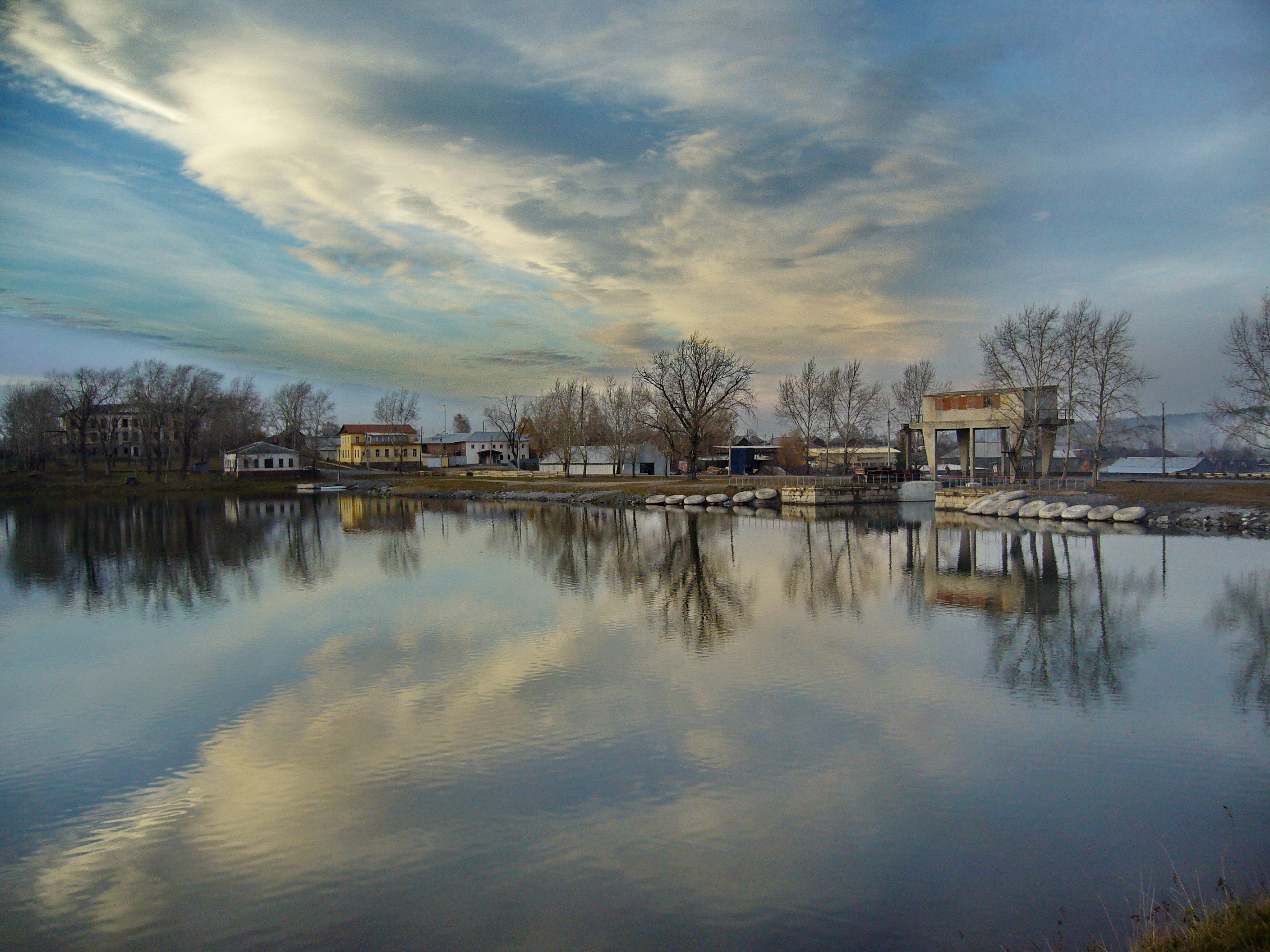
Плотина Билимбаевского пруда

Билимба́й — посёлок в муниципальном округе Первоуральск Свердловской области России. С 1941 по 1955 год был административным центром Билимбаевского района, с 1929 по 2004 год имел статус рабочего посёлка (посёлка городского типа).
В посёлке находится одноимённая железнодорожная станция Транссибирской магистрали (участок Пермь — Екатеринбург).

## Географическое положение
Билимбай расположен на реке Чусовой, в устье её правого притока — реки Билимбаевки, на западном склоне Уральских гор. Посёлок находится в 60 километрах к северо-западу от Екатеринбурга, в 9 километрах (по автодороге в 12 километрах) к северо-западу от окружного центра — города Первоуральска . В черте посёлка река Билимбаевка образует Билимбаевский пруд. Река Билимбаевка, в старину называвшаяся Телембаихой или Теленбайкой, разделяет поселение на две части. С южной стороны селение окружено рекой Чусовой, с восточной и западной — хвойным лесом, а с северной стороны — Билимбаевским прудом, длина коего вёрст 5, а ширина, местами, более версты. Климатические условия местности, вследствие резких переходов от тепла к холоду и вследствие частых туманов, бывающих в конце лета, нельзя признать благоприятными для здоровья жителей. Почва в западной части глинистая и местами болотистая, а в восточной — каменистая.

## Этимология
По данным Словаря топонимов среднего течения реки Чусовой, название «Билимбай» происходит от башкирского или татарского антропонима (личного мужского имени). Сначала возникло название реки Билимбаевки, затем название посёлка.

## История

### Билимбаевский завод
В 1729 году приказчик Григорий Бушуев «сыскал» вблизи речки Билимбаевки, правого притока реки Чусовой, гнездовые залежи железной руды и выбрал место под строительство завода.
В пределах Билимбаевской дачи имелись в достаточном количестве строительные материалы, а также многое другое, необходимое для производства. Огромные массивы леса, занимающие, примерно, две трети территории — из 71 тысячи десятин, 57 тысяч десятин составлял лес, который был главным материалом для изготовления древесного угля, необходимого домне. Речка Билимбаевка с многочисленными притоками, стекающими с окрестных гор, могла образовать огромный заводской пруд. Чусовая, протекающая через дачу, разрезала её на две почти равные части, представляла собой удобное средство сообщения с центральной Россией.
Билимбаевский завод строился по плотинной системе, как металлургический завод с использованием мощности реки по водоводным путям. По данным историка Николая Корепанова, чертёж домны генерал В. И. Генин подготовил лично, а закладывать печь господам баронам отправил на Билимбаиху доменного подмастерья Бориса Масленникова. Плотина и прилегающая к ним часть пруда составляли структурно организующее и архитектурно формирующее ядро поселения.
Датой основания Билимбая считается 17 июня 1734 года. Именно в этот день выдал первый чугун Билимбаевский завод, строительство которого началось весной 1733 года.
- 1738 — заложена деревянная церковь во имя Богоявления.
- 1774 — церковь сгорела при событиях Пугачёвского восстания.
- 1775 — вновь заложена деревянная церковь.
- 1796 — деревянная церковь сгорела.
- 1805 — открытие заводского госпиталя.
- 1812—1814 — изготовление на заводе государственного заказа: пушечных ядер, бомб и картечи для русской армии в войне с Наполеоном.

Специфика построения композиции города-завода заключается в том, что все составляющие неотъемлемы друг от друга и зависят от промышленного цикла. Это собственно корпуса завода, плотина — они были неотъемлемы от развития поселения. Селитьба через главную предзаводскую площадь с храмом объединялась в единое целое: «город-завод». Их единство достигается посредством пропорционального и стилистического единства всех построек.
С западной стороны к плотине и побережью пруда примыкает обширная предзаводская площадь. Сейчас площадь носит имя Свободы. На площади расположена заводская церковь Святой Троицы (1820—1879 гг.), строительство которой в камне начато в 1820 году.
Строгановы открыли школы. Частная школа в Билимбаевском заводе была одной из первых на Урале, если не самой первой. Во второй половине XIX века в Билимбае было две земские трёхгодичные школы и графское училище, готовившее специалистов, школа-читальня, богатая библиотека. Строгановы внимательно следили за ходом обучения и успеваемостью учеников.
- В 1824 году Билимбай посетил император Александр I.
- В 1858 году Билимбаевский завод вошёл в пятёрку самых крупных чугуноплавильных заводов Урала. По количеству выплавляемого чугуна Билимбаевский завод занимал одно из первых мест в России.
- В 1862 году открылся театр на 300 мест, актёрами театра стали работники завода.
- В 1899 году Д. И. Менделеев посетил посёлок. Перепись населения: в Билимбаевском районе более 10 000 человек.
- В 1908 году в посёлок пришло электричество.
- В 1909 году открылась железнодорожная станция.
- В 1914 году по статистике Билимбай, как центр поселения, по своей мощности занял 3-е место в уезде — после Екатеринбурга и Красноуфимска.
- В 1917 году произошла национализация завода и передача его Билимбаевскому совета рабочих, солдатских и крестьянских депутатов.
- В 1934 году Свято-Троицкая церковь прекратила службу. Снос колокольни и перестройка храма в сельский дом культуры и кинотеатр.

В годы Великой Отечественной войны Билимбай стал родиной первого советского реактивного самолёта «БИ-1». 7 ноября 1941 года в Билимбай прибыл в эвакуацию завод № 293 ОКБ Болховитинова из Химок.
На берегу пруда в тесной дощатой постройке проводились испытания первого жидкостно-реактивного двигателя. Здесь работали конструкторы В. Ф. Болховитинов, и А. М. Исаев. Это они создали первый советский самолёт «БИ-1» с реактивным двигателем. 15 мая 1942 года такая машина поднялась с Кольцовского аэродрома. Самолёт пилотировал лётчик — испытатель Григорий Яковлевич Бахчиванджи. Именем этого человека названа одна из улиц Билимбая.
- В 1942 году в Билимбае проводились испытания ракетного самолёта БИ-1.
- В 1942 году в Билимбае разместились эвакуированные из Москвы КБ Камова — Миля, Болховитинова — Исаева и другие. В Билимбае производились заградительные аэростаты.
- В 1941—1955 годах Билимбай был центром Билимбаевского района.
- В 1943 году завод по созданию самолёта свёрнут и расформирован.
- В 1944 году Билимбаевский завод снова заработал, выполняя заказ по выплавке чугунных труб для народного хозяйства.
- В 1955 году Билимбаевский район вошёл в состав Первоуральского района.
- В 1973 году Билимбаевский завод, работавший как участок Новотрубного завода, остановлен. Билимбаевский завод прекратил своё существование.
- В 1991 году возобновлены службы в Свято-Троицкой церкви.

С 31 декабря 2004 года Билимбай был отнесён к категории сельских населённых пунктов.

7

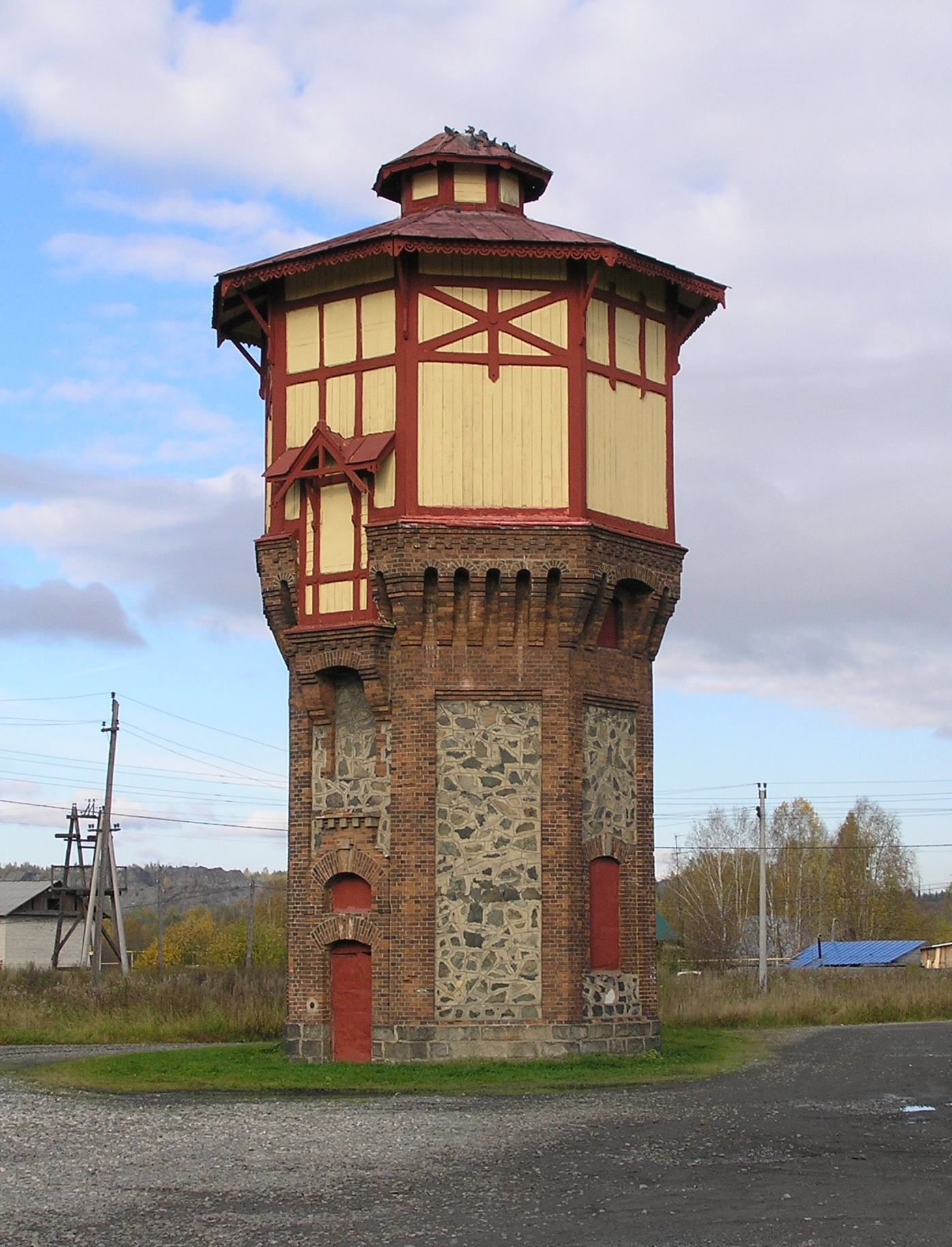
Водонапорная башня на станции Билимбай. Архитектор Вольсов, инженер Клевезаль
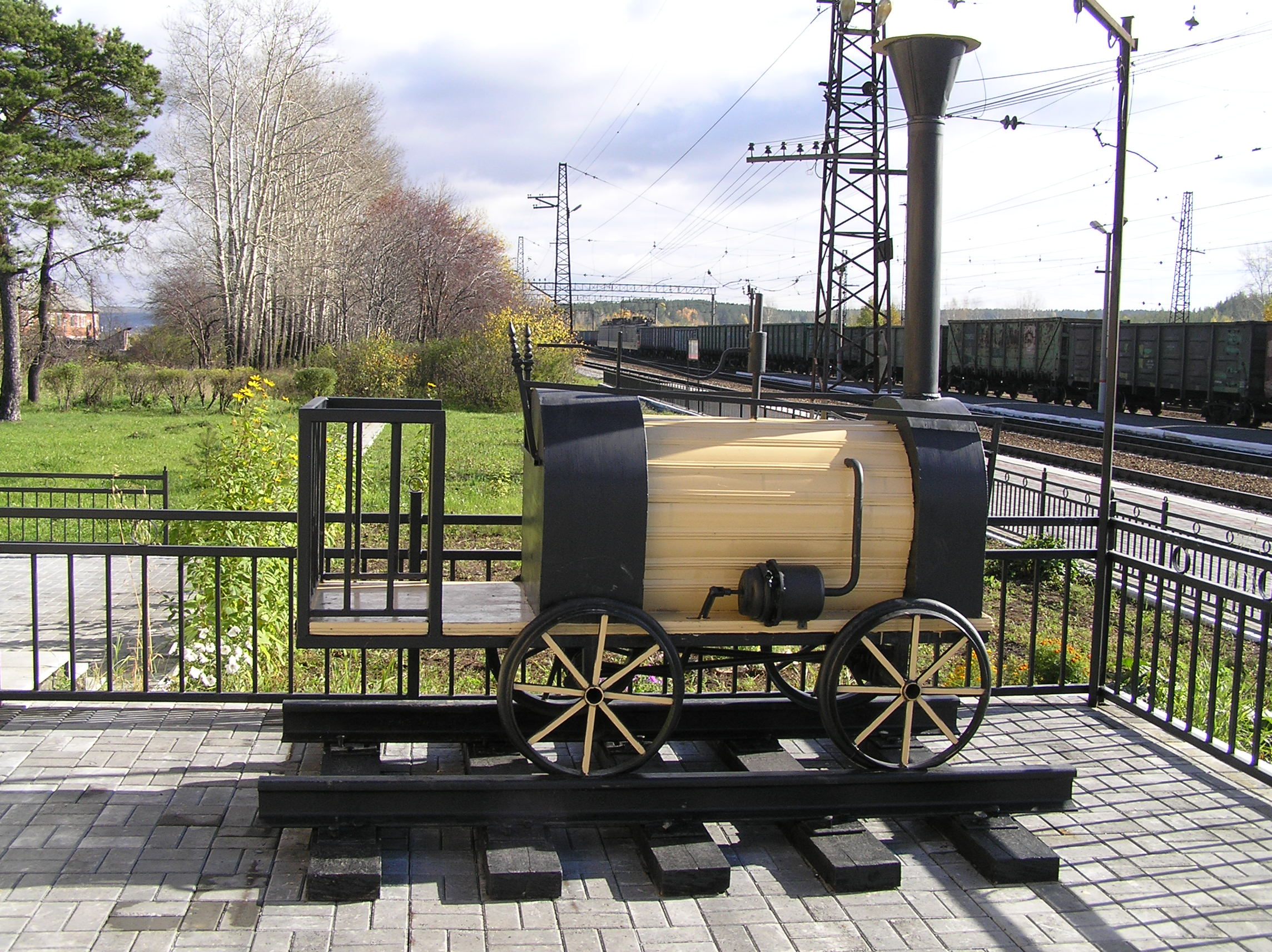
Макет паровоза Черепановых на станции Билимбай
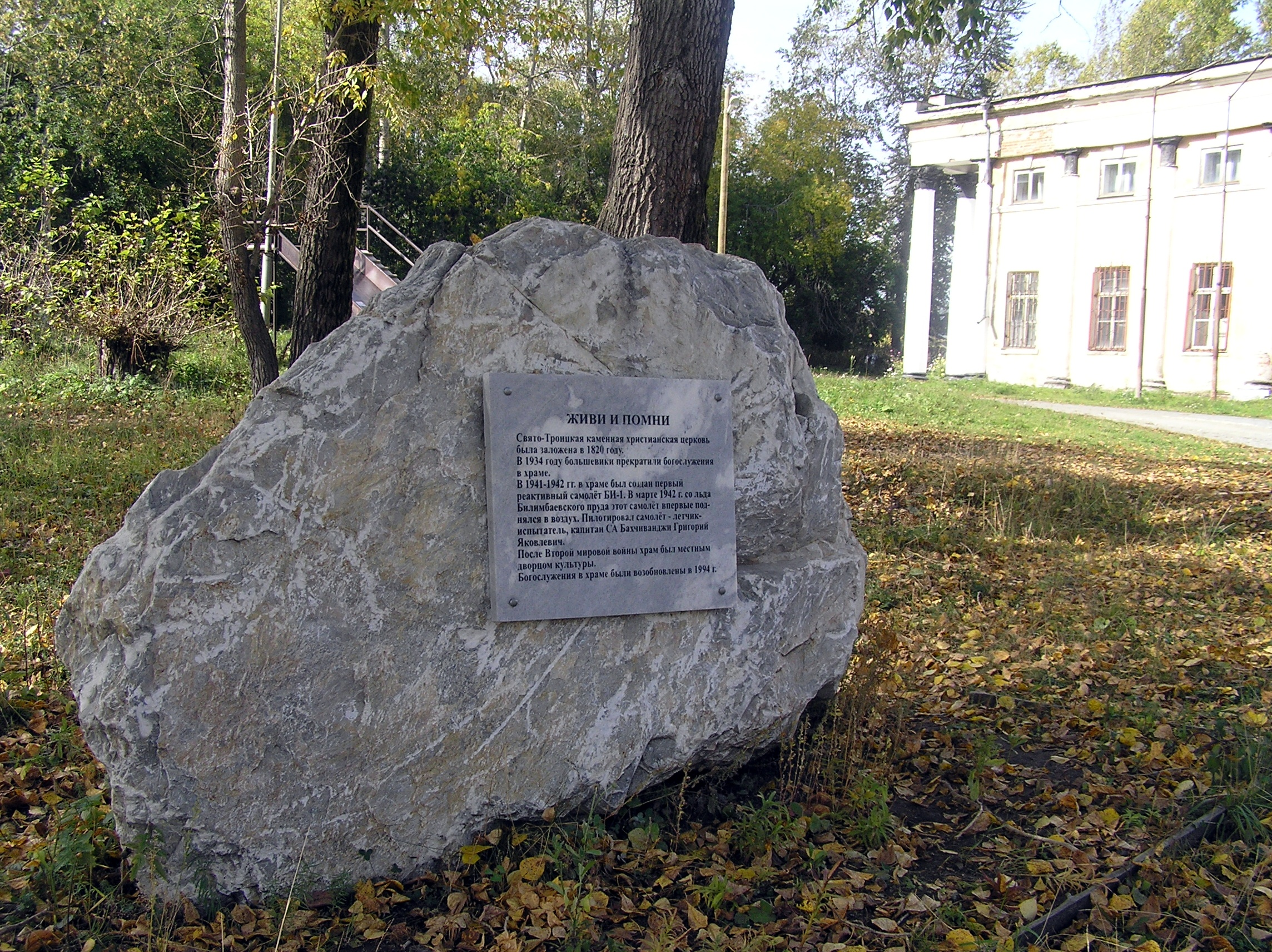
Мемориал возле церкви в Билимбае
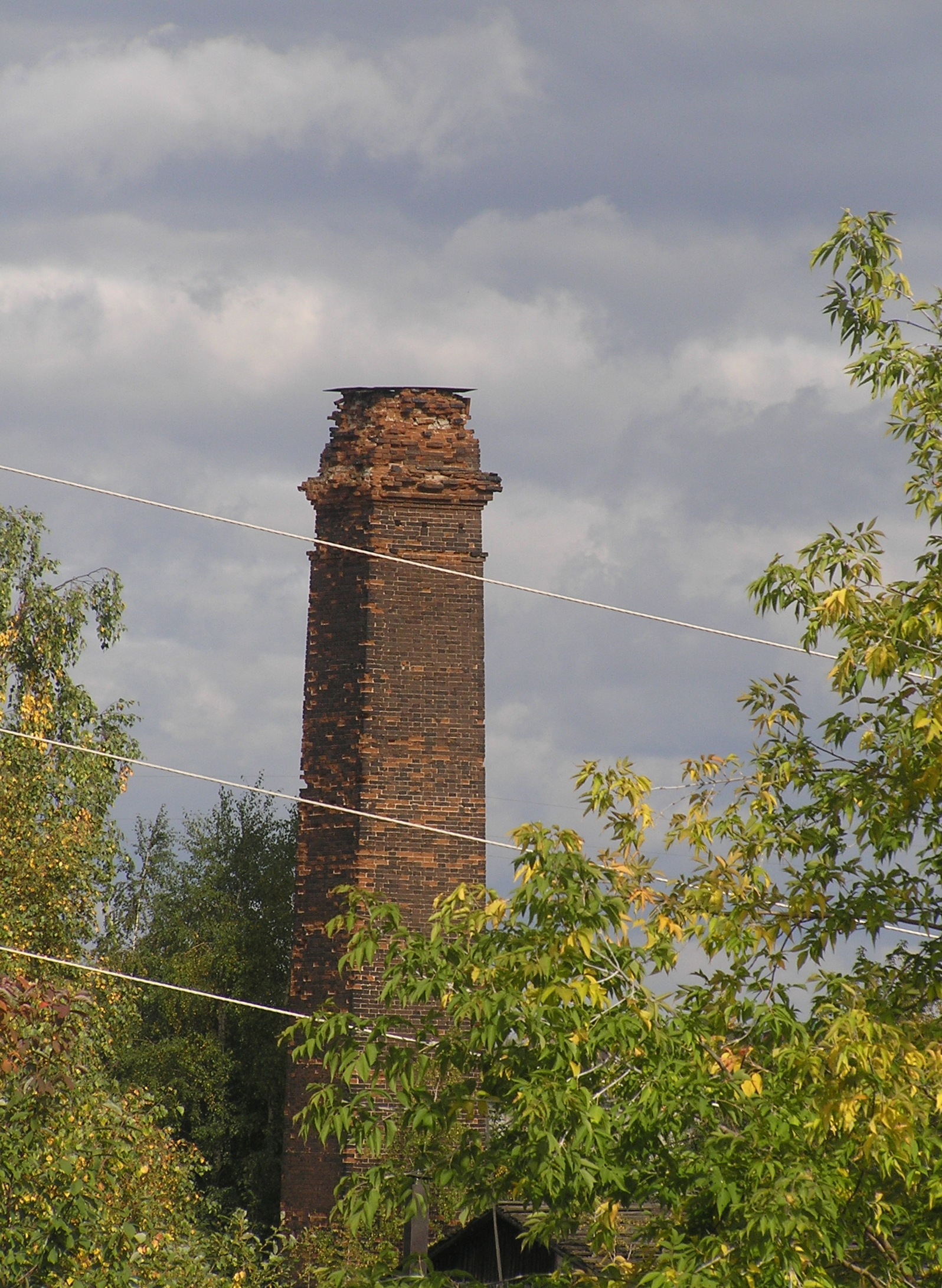
Труба старинного чугуноплавильного завода
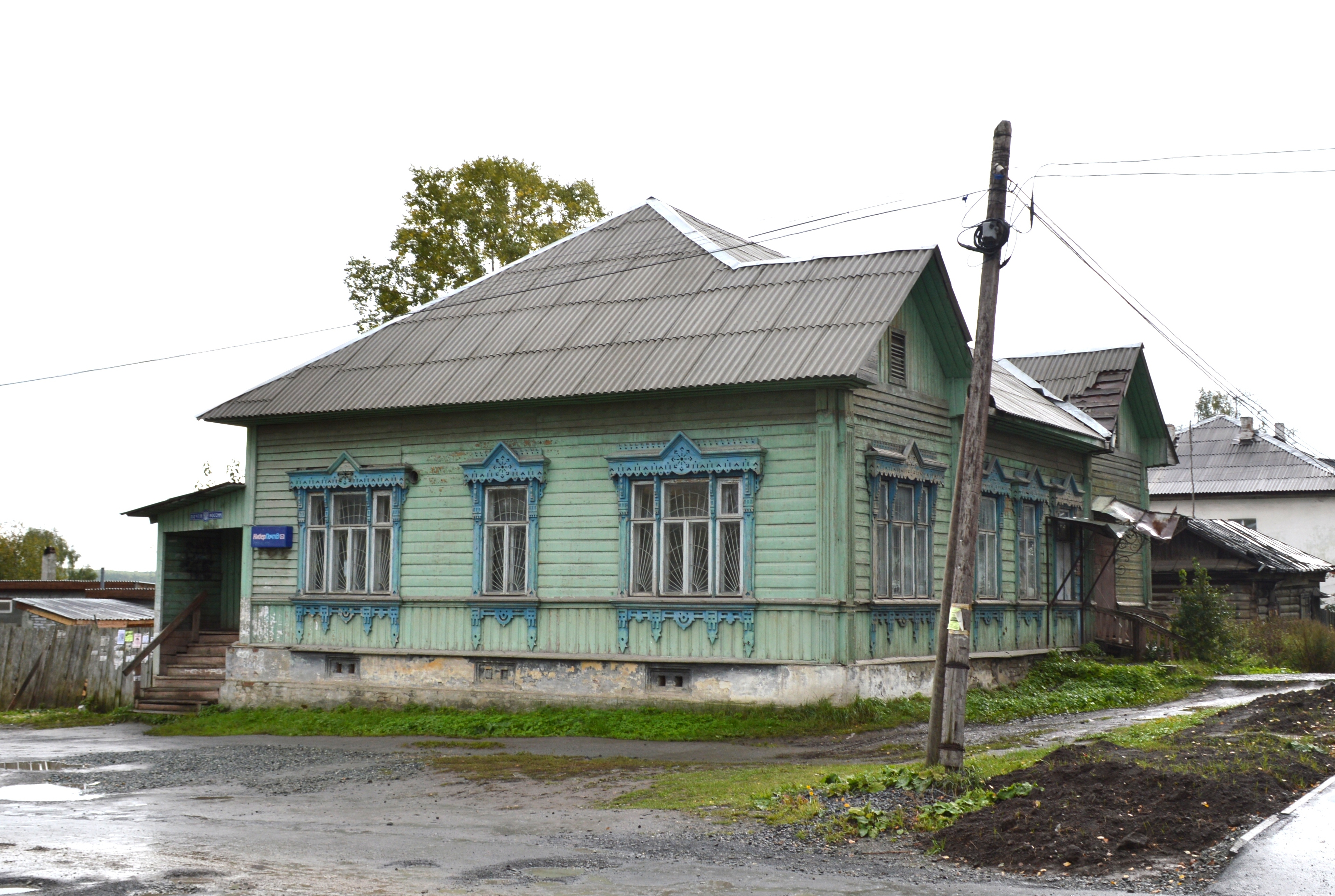
Дом управляющего Н. А. Тунёва

### Эпоха Строгановых
В Настольной дорожной книге для русских людей «Полное географическое описание нашего Отечества» издания 1914 года сказано, что к числу крупных хозяйств, ведущих лесное дело рационально, можно отнести Билимбаевское лесное хозяйство графа С. А. Строганова. Правильное ведение лесного хозяйства началось здесь с 1840-х годов.
По мнению современных авторов, приведённых на сайте «pervouralsk.ru»: «День 2 апреля 1841 года, когда С. В. Строгановой было подписано распоряжение об учреждении лесного отделения в своём имении, с полным правом может считаться датой, с которой в нашей стране началось „правильное лесное хозяйство“».
Билимбаевская дача получала высокую оценку Дмитрия Ивановича Менделеева, посетившего Билимбай в июле 1899 года.
«…Чуть не на каждом шагу видишь леса холёные и чистые, чередовые вырубки, дороги по ним, канавы, просеки на вёрсты, порядок, точно в иное не русское царство попал». Годы спустя великий учёный напишет: «Вера в будущее России, всегда жившая во мне, прибыла и окрепла от близкого знакомства с Уралом…».
На фоне тотального уничтожения лесов вокруг металлургических заводов, подобная характеристика великим учёным деятельности хозяев предприятия, производящего чугун, заслуживает особого внимания. Тем более что Дмитрий Иванович совершал инспекционную поездку по заданию Правительства Николая Второго.
Положение с лесами на Урале волновало не только учёных и государственных мужей, но и представителей культуры. Дмитрий Наркисович Мамин-Сибиряк писал: «… Лесной вопрос для Урала является в настоящую минуту самым больным местом: леса везде истреблены самым хищническим образом, а между тем запрос на них, с развитием горнозаводского дела и промышленности, всё возрастает…».

### Огневщики Строгановых
Почти повсеместно, кроме непосредственной деятельности человека, к сокращению лесных угодий приводили лесные пожары. Борьба с ними отнимала немалые людские ресурсы. На некоторых заводах были вынуждены приостанавливать производство и отправлять рабочих на тушение огня. Хозяева несли большие убытки.
В вопросе организации противопожарной охраны и экстренного тушения, возникающих в лесу очагов пожара, так же отличалось Билимбаевское правление. Постоянно охраной лесов от пожаров занималась лесная стража в составе 18 человек. Весной, с половины апреля и на весь май нанималась дополнительная стража числом 44 человека. Местные жители называли их «огневщиками».
«В огневщики набирали мужчин из местных жителей: нестарых, знающих местность и имеющих хороших лошадей. Лесничий формировал из этих людей специальные команды и закреплял за лесным участком. Завидев малейший дым в своём районе, несколько стражников сразу ехали на подозрительное место. Если оказывалось, что для тушения пожара требуется дополнительная помощь, то посредством охотничьего рога вызывалась помощь. В случае особо крупного пожара в ближайшее село или в завод посылался верховой стражник. Организованная таким образом охрана обходилась заводоуправлению в 500 рублей, а пользы приносила на десятки тысяч.
Методы пожарной безопасности с каждым годом совершенствовались. С появлением в заводе телефонной связи четыре основные пожарные вышки посредством телефонной линии были соединены с заводоуправлением. Изобретение Эдисона позволяло локализовать пожар в самом его начале. Кроме четырёх основных вышек имелось ещё восемь дополнительных для наблюдения за местами, которые были скрыты от наблюдателей горами. На каждой вышке дежурили конные караульщики-огневщики с лопатами, топорами, парусиновыми вёдрами и мешками для воды».
В августе 1895 года Билимбаевскую лесную дачу осмотрел министр земледелия и государственных имуществ А. С. Ермолов. Он поразился качеству ведения работ по защите и воспроизводству лесов. Министр не просто осмотрел дачу, но и пожелал приобрести 10 пудов семян лиственницы. Существует мнение, что именно с подачи министра Ермолова, лесоустройством в имении Строгановых заинтересовался Дмитрий Иванович Менделеев.

## Свято-Троицкая церковь

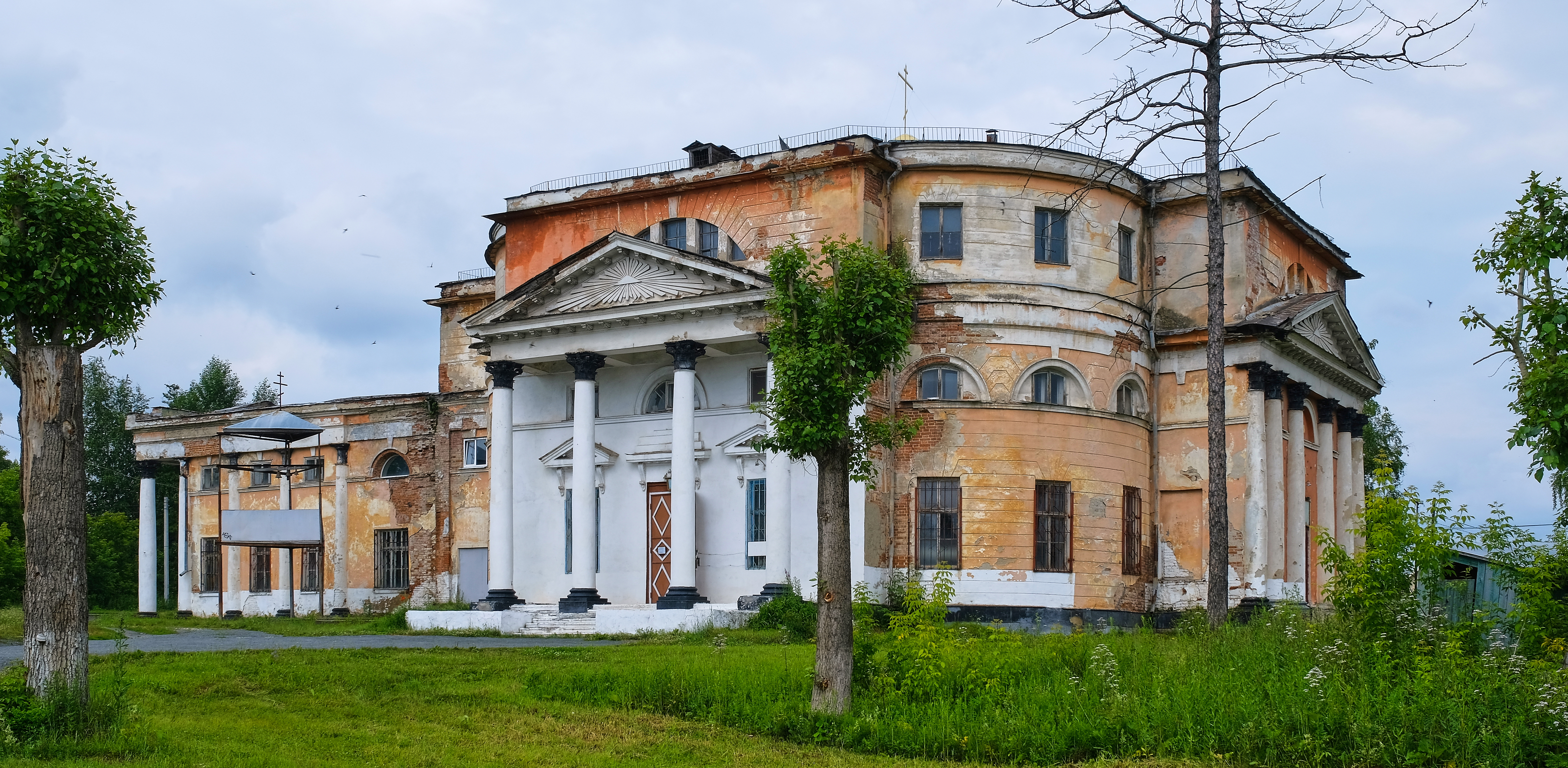
Троицкая церковь в Билимбае

В 1820 году на средства заводовладельцев Строгановых была заложена каменная трёхпрестольная церковь. Храм был закрыт в 1934 году, снесены купол и колокольня. Храм был возвращён в Русской православной церкви в 1991 году

## Население
| 1873  | 1959  | 1970  | 1979  | 1989  | 2002  | 2010  |
| ----- | ----- | ----- | ----- | ----- | ----- | ----- |
| 3406  | ↗9419 | ↘7960 | ↗8640 | ↘6870 | ↘5973 | ↗6044 |
| 2021  |       |       |       |       |       |       |
| ↘4520 |       |       |       |       |       |       |

Структура
По данным переписи 2002 года национальный состав следующий: русские, татары. По данным переписи 2010 года в селе было: мужчин — 2777, женщин — 3267.

## Инфраструктура
В Билимбае работают дом культуры, библиотека, музей истории и краеведения «Дом народной культуры», опорный пункт полиции, пожарная часть, отделения «Почты России» и Сбербанка. В центре посёлка расположен православный храм с аллеей памятников. Возле Билимбаевского пруда находится парк культуры «Правленский сад», в южной части посёлка есть лесопарк «Роща „Могилица“».
В посёлке 3 образовательных учреждения: школа № 22, школа № 23(№ 22, «Новая 22-я») и сад № 75.
Медицинскую помощь жителям посёлка оказывают работники Билимбаевской больницы № 8 (главный врач — Елохина Т. В., зав. поликлиникой — Елохин В. Н.), лекарственным обеспечением занимается аптека № 72 (заведующая — Конюхова Л. А.). При больнице работает служба скорой помощи. Также в посёлке функционирует ветучасток под руководством Лаврентьева Н. А.

## Транспорт
До Билимбая можно добраться на электричке либо на автобусе. На железнодорожной станции Билимбай главного хода Транссиба, расположенной в отдалённой юго-западной части поселения, останавливаются пригородные электрички и скоростные электропоезда «Ласточка». Пригородное сообщение существует с Екатеринбургом, Первоуральском, Кузино, Дружинино и Шалей. До Билимбая также можно доехать на автобусе из Екатеринбурга, Первоуральска, Новоуральска, Нязепетровска, Красноуфимска.

## Промышленность
В Билимбае на сегодняшний день насчитывается около 40 предприятий, организаций и учреждений, в том числе ОАО завод «ТИМ», занимающийся производством минваты и предприятие «Билимбаевский завод строительных конструкций и деталей».